# Мшадля-Дольна
Мшадля-Дольна (пол. Mszadla Dolna) — село в Польщі, у гміні Пшиленк Зволенського повіту Мазовецького воєводства.
Населення — 219 осіб (2011).
У 1975-1998 роках село належало до Радомського воєводства.

## Демографія
Демографічна структура станом на 31 березня 2011 року:
|          | Загалом | Допрацездатний вік | Працездатний вік | Постпрацездатний вік |
| -------- | ------- | ------------------ | ---------------- | -------------------- |
| Чоловіки | 117     | 28                 | 75               | 14                   |
| Жінки    | 102     | 22                 | 59               | 21                   |
| Разом    | 219     | 50                 | 134              | 35                   |